# Just for Tonight (singolo)
Just for Tonight è un singolo del cantante britannico James Bay, pubblicato nel 2018.

## Tracce
1. Just For Tonight (Acoustic) – 3:26